# Jugoslaviens fotbollsförbund
Jugoslaviens fotbollsförbund (FSJ) var fotbollsförbundet i dåvarande Jugoslavien, med huvudkontor i Belgrad, men också med stor administration i Zagreb.
De ordnade med Jugoslaviska förstaligan, Jugoslaviens herrlandslag i fotboll, och andraligorna för alla sex jugoslaviska delrepubliker.

## Historia
Förbundet bildades 1919 i Zagreb med det kroatiskspråkiga namnet Jugoslavenski nogometni savez. Efter missnöje mellan Zagreb och Belgrads delförbund 1929, flyttades högkvarteren till Belgrad där namnet blev serbiskspråkiga Fudbalski Savez Jugoslavije. De gick med i FIFA 1923, i UEFA 1954.
Under denna tid fanns flera delförbund som organiserade fotboll på regional nivå. De var:
- Belgrads delförbund
- Cetinjes delförbund (1931)
- Ljubljanas delförbund
- Novi Sads delförbund
- Osijeks delförbund
- Sarajevos delförbund
- Skopjes delförbund (1927)
- Splits delförbund (1920)
- Suboticas delförbund
- Zagrebs delförbund (1919)
- Zrenjanins delförbund[2]

Den 1 oktober 1939 omorganiserades förbundet som Jugoslaviens högsta fotbollsförbund (Vrhovni nogometni savez Jugoslavije), som bildades av följande förbund: (Sloveniens) omfattande Drava Banovina, (Kroatiens) som omfattade Banovina Kroatien, och (Serbiens) som omfattade resten av staten.
1991 upplöstes socialistiska federationen Jugoslavien, men republikerna Serbien och Montenegro bestod i en union kallad förbundsrepubliken Jugoslavien, vars fotbollsförbund var medlemmar av FIFA och UEFA. Jugoslaviens fotbollsförbund ersattes av Serbien och Montenegro 2003, när staten ändrade namn till Serbien och Montenegro.

## Senare förbund
- Kroatiens fotbollsförbund - 1912
- Sloveniens fotbollsförbund - 1920
- Montenegros fotbollsförbund - 1931
- Kosovos fotbollsförbund - 1946
- Makedoniens fotbollsförbund - 1949
- Bosnien och Hercegovinas fotbollsförbund - 1992
- Jugoslaviens fotbollsförbund - 1992 → Serbien och Montenegros fotbollsförbund - 2003
- Serbiens fotbollsförbund - 2006

### Fotnoter
1. ↑  Фудбалски Савез Србије - HISTORY Arkiverad 2 april 2009 hämtat från the Wayback Machine.
2. ↑  History of Montenegrin Football Association